# Кохима (язык)
Кохима (Coxima, Koxima) — мёртвый неклассифицированный индейский язык, на котором раньше говорил народ с одноимённым названием, проживавший на территории Колумбии. Реймонд Дж. Гордон (2005) объявил его неклассифицированным.